# Talang (émission de télévision)
 (janvier 2018).
Talang, anciennement Talang Sverige (API : /taˈlaŋː ˈsværjɛ/) est une émission de télévision suédoise inspirée du format britannique Got Talent et diffusée depuis 2007 sur TV4 (de 2007 à 2011 et depuis 2017) et anciennement sur TV3 (en 2014). Des candidats chanteurs, danceurs, comédiens et autres artistes amateurs présentent un court spectacle devant le jury et se font la compétition dans le but d'obtenir le prix final (1 million de couronnes suédoises en 2007 et depuis 2014 ; 500 000 couronnes de 2008 à 2011).

## Historique
Le cinq premières saisons sont diffusées sur la chaîne TV4 de 2007 à 2011, avant que la chaîne n'annonce l'arrêt de la diffusion pour une durée indéterminée. Deux années plus tard, le 19 juin 2013, TV3 annonce avoir acquis les droits de diffusion de l'émission permettant sa rediffusion à compter du printemps 2014 sous le titre Talang Sverige,. Quatre ans plus tard, en 2017, TV4 reprend les droits de l'émission et annonce le lancement d'une nouvelle saison sous le titre Talang.

## Présentateurs et jury
Légende :  Ancien  Actuel  A remplacé Carolina Gynning lors de la finale
| Présentateur                  | Saison 1 | Saison 2 | Saison 3 | Saison 4 | Saison 5 | Saison 6 | Saison 7 | Saison 8 |
| ----------------------------- | -------- | -------- | -------- | -------- | -------- | -------- | -------- | -------- |
| Peppe Eng                     |          |          |          |          |          |          |          |          |
| Kodjo Akolor                  |          |          |          |          |          |          |          |          |
| Tobbe Blom                    |          |          |          |          |          |          |          |          |
| Markoolio                     |          |          |          |          |          |          |          |          |
| Adam Alsing                   |          |          |          |          |          |          |          |          |
| Malin Gramer                  |          |          |          |          |          |          |          |          |
| Pär Lernström                 |          |          |          |          |          |          |          |          |
| Kristina « Keyyo » Petrushina |          |          |          |          |          |          |          |          |
| Juge                          | Saison 1 | Saison 2 | Saison 3 | Saison 4 | Saison 5 | Saison 6 | Saison 7 | Saison 8 |
| Bert Karlsson                 |          |          |          |          |          |          |          |          |
| Tobbe Blom                    |          |          |          |          |          |          |          |          |
| Hanna Hedlund                 |          |          |          |          |          |          |          |          |
| Sofia Wistam                  |          |          |          |          |          |          |          |          |
| Charlotte Perrelli            |          |          |          |          |          |          |          |          |
| Johan Pråmell                 |          |          |          |          |          |          |          |          |
| Henrik Fexeus                 |          |          |          |          |          |          |          |          |
| Robert Aschberg               |          |          |          |          |          |          |          |          |
| Carolina Gynning              |          |          |          |          |          |          |          |          |
| Shirley Clamp                 |          |          |          |          |          |          |          |          |
| Tobias Karlsson               |          |          |          |          |          |          |          |          |
| Alexander Bard                |          |          |          |          |          |          |          |          |
| David Batra                   |          |          |          |          |          |          |          |          |
| LaGaylia Frazier              |          |          |          |          |          |          |          |          |
| Kakan Hermansson              |          |          |          |          |          |          |          |          |
| Bianca Ingrosso               |          |          |          |          |          |          |          |          |

## Récapitulatif des saisons
| # | Saison | Dates de diffusion            | Gagnant                                       | Finaliste                            | Jury                                                                                   | Présentateurs                                |
| - | ------ | ----------------------------- | --------------------------------------------- | ------------------------------------ | -------------------------------------------------------------------------------------- | -------------------------------------------- |
| 1 | 2007   | 13 avril 2007 – 1er juin 2007 | Zillah & Totte (ventriloque)                  | Magikern Julien (magicien)           | Bert Karlsson, Hanna Hedlund, Tobbe Blom                                               | Peppe Eng                                    |
| 2 | 2008   | avril 2008 – mai 2008         | Zara Larsson (chanteuse)                      | Non révélé                           | Bert Karlsson, Sofia Wistam, Tobbe Blom                                                | Kodjo Akolor, Peppe Eng                      |
| 3 | 2009   | 3 avril 2009 – 12 juin 2009   | Charlie Caper (magicien)                      | David Movsesian (pianiste)           | Bert Karlsson, Charlotte Perrelli, Johan Pråmell                                       | Tobbe Blom, Markoolio                        |
| 4 | 2010   | 2 avril 2010 – 4 juin 2010    | Jill Svensson (chanteur d'opéra)              | Daniel Lozakovitj (violoniste)       | Bert Karlsson, Charlotte Perrelli, Johan Pråmell                                       | Tobbe Blom, Markoolio                        |
| 5 | 2011   | 1er avril 2011 – 10 juin 2011 | Simon Westlund (solutionneur du Rubik's Cube) | Steve Thoresen (chanteur d'opéra)    | Bert Karlsson, Charlotte Perrelli, Henrik Fexeus                                       | Tobbe Blom, Markoolio                        |
| 6 | 2014   | 24 février 2014 – 18 mai 2014 | Jon Henrik Fjällgren (chanteur)               | Until The End Crew (groupe de danse) | Carolina Gynning, Robert Aschberg, Shirley Clamp, Tobias Karlsson, Tobbe Blom (invité) | Adam Alsing, Malin Gramer                    |
| 7 | 2017   | 18 mars 2017 – 19 mai 2017    | Ibrahim Nasrullayeu (chanteur, réfugié)       | Non révélé                           | Alexander Bard, David Batra, LaGaylia Frazier, Kakan Hermansson                        | Pär Lernström, Kristina « Keyyo » Petrushina |
| 8 | 2018   | 13 janvier 2018 –             |                                               |                                      | Alexander Bard, David Batra, LaGaylia Frazier, Bianca Ingrosso                         | Pär Lernström, Kristina « Keyyo » Petrushina |